# Vinha de Souza
Cosme Édice Vinha de Souza o simplemente Vinha es un exfutbolista brasileño, que se desempeñaba como delantero. Tuvo pasos importantes por el fútbol de Perú y Venezuela.

## Trayectoria
Llegó al Perú en los años 70, para jugar por el modesto Porvenir Miraflores. 
En 1972 es contratado por el club  Sporting Cristal donde cumple una destacada labor por su gran habilidad de regate y eficacia goleadora, se consagró campeón nacional y goleador del equipo con 20 goles.
Jugó también la Copa Libertadores 1973, anotando dos goles, al Club Olimpia y a Universitario de Deportes, de esta manera se convirtió en el primer extranjero en anotar por Sporting Cristal en la Copa Libertadores.
Nuevamente anotaría 20 goles en el torneo peruano de 1973, en 1974 solo anotaría 4 goles.
En 1975 jugaría en los Tigres de la UANL de México con poco éxito, estuvo hasta 1976. 
Regresó al cuadro de Sporting Cristal en 1977 donde anotaría 3 goles, en agosto de ese año se va al Deportivo Galicia, allí jugó 3 temporadas y fue campeón en 1979.

## Clubes
| Club                | País      | Año         |
| ------------------- | --------- | ----------- |
| Porvenir Miraflores | Perú      | 1970 - 1971 |
| Sporting Cristal    | Perú      | 1972 - 1974 |
| Tigres de la UANL   | México    | 1975 - 1976 |
| Sporting Cristal    | Perú      | 1977        |
| Deportivo Galicia   | Venezuela | 1977 - 1980 |

## Estadísticas

### Sporting Cristal
| Club                    | Div        | Temporada        | Liga  | Liga  | Copa Libertadores | Copa Libertadores | Total | Total | Media goleadora |
| Club                    | Div        | Temporada        | Part. | Goles | Part.             | Goles             | Part. | Goles | Media goleadora |
| ----------------------- | ---------- | ---------------- | ----- | ----- | ----------------- | ----------------- | ----- | ----- | --------------- |
| Sporting Cristal · Perú | 1.ª        | 1972-1974 y 1977 | 101   | 47    | 11                | 2                 | 112   | 49    | 0.44            |
| Total club              | Total club | Total club       | 101   | 47    | 11                | 2                 | 112   | 49    | 0.44            |

## Palmarés

### Campeonatos nacionales
| Título                    | Club              | País      | Año  |
| ------------------------- | ----------------- | --------- | ---- |
| Primera División del Perú | Sporting Cristal  | Perú      | 1972 |
| Copa Venezuela            | Deportivo Galicia | Venezuela | 1979 |

### Distinciones individuales
| Distinción                                                | Año  |
| --------------------------------------------------------- | ---- |
| Máximo goleador de la Primera División de Perú (20 goles) | 1972 |